# Javier Álvarez (Leichtathlet)
Javier Álvarez (Javier Álvarez Salgado; * 18. Dezember 1943 in Vigo) ist ein ehemaliger spanischer Langstrecken- und Hindernisläufer.
Über 3000 Meter Hindernis siegte er bei den Mittelmeerspielen 1967 und wurde Elfter bei den Olympischen Spielen 1968 in Mexiko-Stadt.
Zum Jahresabschluss 1968 gewann er die San Silvestre Vallecana. 1969 gewann er bei den Europäischen Hallenspielen in Belgrad Silber über 3000 Meter, 1970 bei der Nachfolgeveranstaltung, den Halleneuropameisterschaften in Wien, Bronze über dieselbe Distanz.
1971 wurde er bei den Europameisterschaften in Helsinki Fünfter über 5000 Meter und holte bei den Mittelmeerspielen Doppelgold über 5000 und 10.000 Meter. Bei den Olympischen Spielen 1972 in München wurde er Zehnter über 5000 Meter und Zwölfter über 10.000 Meter.
Fünfmal wurde er spanischer Meister über 5000 Meter (1966–1968, 1972, 1973) und je zweimal über 3000 Meter Hindernis (1965, 1966) und im 30-km-Straßenlauf (1971, 1972). Insgesamt stellte er vier nationale Rekorde über 5000 Meter, einen über 10.000 Meter und drei über 3000 Meter in der Halle sowie zwei im Freien auf.

## Persönliche Bestzeiten
- 2000 m: 5:12,8 min, 30. September 1973, Pontevedra
- 3000 m (Halle): 7:52,6 min, 15. März 1970, Wien
- 5000 m: 13:26,4 min, 19. Juli 1972, Oslo
- 10.000 m: 28:01,4 min, 3. September 1971, München
- 30-km-Straßenlauf: 1:32:15 h, 23. April 1972, Manises (spanischer Rekord)
- 3000 m Hindernis: 8:36,4 min, 17. August 1968, La Coruña